# A Scientific Dissent from Darwinism
A Scientific Dissent from Darwinism (un dissenso scientifico dal darwinismo) è una dichiarazione rilasciata nel 2001 dal Discovery Institute, think tank favorevole all’Intelligent Design con sede a Seattle, Washington, Stati Uniti. Il documento, che fa parte della campagna del Discovery Institute "Teach the Controversy", esprime scetticismo circa la capacità delle mutazioni casuali e della selezione naturale di spiegare la complessità della vita, e incoraggia un attento esame delle prove a favore del "darwinismo", in realtà tale termine, e in generale le teorie evoluzionistiche vengono criticate al fine di avversare la teoria dell'evoluzione in toto.

## Petizione
La dichiarazione è stata firmata da alcune centinaia di scienziati, tra i quali l’autore di Darwin Black Box, il biologo Michael Behe, il biologo Scott Minnich, l'astrofisico Guillermo Gonzalez e il chimico Philip Skell e il matematico David Berlinski. Tra i firmatari c’è anche il biologo italiano Giuseppe Sermonti. Altri firmatari si sono aggiunti a intervalli, e nel 2008 la lista conteneva 761 nomi. La lista continua ad essere utilizzata dal Discovery Institute nel tentativo di screditare il darwinismo e rafforzare la posizione di chi sostiene che il disegno intelligente è scientificamente valido e che le teorie darwiniane mancano di un ampio sostegno scientifico.

## Critiche e reazioni
Il documento ha scatenato fortissime critiche da parte del resto della comunità scientifica. Molti scienziati, tra cui il biologo Matthew J. Brauer e il ricercatore Daniel R. Brumbaugh sostengono che il fine del documento fosse quello di "fabbricare un dissenso" che in realtà non esiste all'interno della comunità scientifica: i due studiosi hanno accusato i firmatari del documento come Johnson, Denton, e Behe di essere "neo-creazionisti che intendono sollevare problemi per creare un dibattito oggi superato dagli studi biologici." Le affermazioni nel documento sono state descritte come formulate ad hoc per fuorviare e confondere il pubblico. Sono stati anche criticati i meriti scientifici dei firmatari e le loro competenze.
Nel loro libro del 2010 Biology and Ideology from Descartes to Dawkins, lo studioso di scienza e religione Denis Alexander e lo storico della scienza Ronald L. Numbers hanno criticato il documento sostenendo:
Al di fuori del campo scientifico il filosofo Thomas Nagel ha sostenuto che l’intelligent Design non dovrebbe essere respinto come non scientifico. Nel 2008 ha scritto che "L’intelligent Design è molto diverso dalla scienza della creazione", e che il dibattito sull’Intelligent Design" è chiaramente un dibattito scientifico, non è un dibattito tra la scienza e qualcos'altro".

## Contro-petizioni
Dopo che il Discovery Institute ha presentato la petizione, l'archeologo R. Joe Brandon ha promosso una contro-petizione che ha raccolto 7.733 firme di scienziati in quattro giorni. A ulteriore dimostrazione che l'opposizione scientifica alla teoria dell'evoluzione è estremamente minoritaria, il 16 febbraio 2003 il National Center for Science Education ha lanciato il progetto Steve, una risposta in chiave parodistica alla petizione promossa dal Discovery Institute. Il progetto Steve è un elenco di scienziati chiamati "Steve", o un suo equivalente (ad esempio "Stephanie" o "Esteban"), che hanno firmato una dichiarazione a favore dell'evoluzione. Il 9 luglio 2015, il progetto Steve registrava 1.371 firmatari.
Il portavoce del Discovery Institute William Dembski ha risposto che "se il Progetto Steve aveva lo scopo di dimostrare che una notevole maggioranza di membri della comunità scientifica accetta una concezione naturalistica dell'evoluzione, il National Center for Science Education (NCSE) poteva risparmiarsi la fatica – infatti nessuno lo ha mai negato. La domanda era, semmai, se esistevano scienziati seri che rifiutavano una concezione naturalistica dell'evoluzione".
Il 6 luglio 2015, il Clergy Letter Project ha raccolto le firme di 13.008 appartenenti al clero cristiano americano che "credono che le verità senza tempo della Bibbia e le scoperte della scienza moderna possano coesistere senza problemi." Oltre 500 rabbini ebrei hanno firmato un'analoga "Rabbi Letter".